# مارثا تشيونغ
مارثا تشيونغ (بالصينية: 張佩瑤) هي مترجمة صينية، ولدت في 1953، وتوفيت في 2013.